# Moshupa
Moshupa è un villaggio del Botswana situato nel distretto Meridionale, sottodistretto di Ngwaketse. Il villaggio, secondo il censimento del 2011, conta 20.016 abitanti.

## Località
Nel territorio del villaggio sono presenti le seguenti 108 località:
- Bathobantle di 8 abitanti,
- Bodumatau,
- Dibate di 22 abitanti,
- Dikhudu/Ramarumoadira di 46 abitanti,
- Dinonyane di 49 abitanti,
- Dipalane,
- Dithakadu di 7 abitanti,
- Dithakatswana di 28 abitanti,
- Dithobane di 93 abitanti,
- Ditshole di 13 abitanti,
- Ditshukutswane di 19 abitanti,
- Ditshweu di 9 abitanti,
- Ditsobotlana di 35 abitanti,
- Gakgolobo di 8 abitanti,
- Gakhudu,
- Galotlhwana di 43 abitanti,
- Gamothaka di 15 abitanti,
- Garamowana di 4 abitanti,
- Gatona di 5 abitanti,
- Gookodisa di 183 abitanti,
- Goomoloka di 12 abitanti,
- Honyane di 7 abitanti,
- Honye di 19 abitanti,
- Kadue di 111 abitanti,
- Kgootla di 13 abitanti,
- Kolwane di 17 abitanti,
- Kubukwane,
- Ledubeng,
- Lerojana di 15 abitanti,
- Leropo di 10 abitanti,
- Lesototo di 27 abitanti,
- Letlhatsane/Meswane,
- Losunyana di 21 abitanti,
- Lwale di 4 abitanti,
- Machana di 534 abitanti,
- Madibamatswe di 97 abitanti,
- Madutela di 13 abitanti,
- Mahatelo di 10 abitanti,
- Mahitshwane di 50 abitanti,
- Maitse di 8 abitanti,
- Maitsibidiki di 34 abitanti,
- Makolontwane,
- Mantsetsaneng di 5 abitanti,
- Maologane,
- Maphukuntsi,
- Marapo-a-Tshukudu di 24 abitanti,
- Marotakapolo di 1 abitante,
- Marutlwe di 180 abitanti,
- Masasapa di 77 abitanti,
- Matebele di 31 abitanti,
- Matlapa di 2 abitanti,
- Matlhakola di 47 abitanti,
- Matlhaku di 10 abitanti,
- Matlhatlaganyane di 16 abitanti,
- Matlhotshana di 113 abitanti,
- Metsae di 18 abitanti,
- Mmamitlwe di 58 abitanti,
- Mmamorolong di 13 abitanti,
- Mmamorotong,
- Mmankunyane di 19 abitanti,
- Mogonono di 38 abitanti,
- Mokaka di 4 abitanti,
- Molapo-wa-Basadi di 79 abitanti,
- Molomoojang di 184 abitanti,
- Monnamme di 7 abitanti,
- Monyenane di 56 abitanti,
- Mophuelo di 33 abitanti,
- Mosiang di 215 abitanti,
- Moswedi di 44 abitanti,
- Motale di 2 abitanti,
- Motsheo di 10 abitanti,
- Nakalakukama/Madubane di 24 abitanti,
- Naledi di 326 abitanti,
- Ngwanaoesi,
- Ngwanyanang di 7 abitanti,
- Nkarang di 6 abitanti,
- Nkokotshane di 9 abitanti,
- Polokwe di 313 abitanti,
- Pyetle di 75 abitanti,
- Radinameng di 22 abitanti,
- Rakokolo di 8 abitanti,
- Ramakgarikgari di 3 abitanti,
- Ramakgetla di 2 abitanti,
- Ramongalanyane di 11 abitanti,
- Ramoshengwane di 45 abitanti,
- Ramtswana di 8 abitanti,
- Ranata di 40 abitanti,
- Rapiitane,
- Sehubidu di 174 abitanti,
- Sehudi di 15 abitanti,
- Sekhutlo,
- Sekwele,
- Sentsi di 17 abitanti,
- Sephatlhaphatle di 25 abitanti,
- Seretologane di 10 abitanti,
- Sesitajwe di 8 abitanti,
- Sesunyane di 2 abitanti,
- Seteemane di 6 abitanti,
- Setswatlhabe/Morope di 33 abitanti,
- Sobe di 24 abitanti,
- Stotua,
- Sutlhe di 5 abitanti,
- Thoteng di 11 abitanti,
- Tlhojana-ya-Letsopa di 15 abitanti,
- Tlhojana-ya-Nkwe di 17 abitanti,
- Tlhokwane di 49 abitanti,
- Tsopane di 30 abitanti,
- Tsuze